# لو سود-وست
لو سود-وست حي سكني يقع إدارياً ضمن مونتريال في كندا. وتبلغ مساحته 15.7 كم². يحده إدارياً فردان.

## وصلات خارجية
- الموقع الرسمي